# Episodi di Più forte ragazzi (seconda stagione)
La seconda e ultima stagione della serie televisiva Più forte ragazzi è stata trasmessa negli Stati Uniti da CBS dal 25 settembre 1999 al 13 maggio 2000.
In Italia è stata trasmessa da Italia 1.
| nº | Titolo originale                | Titolo italiano                  | Prima TV USA      | Prima TV Italia |
| -- | ------------------------------- | -------------------------------- | ----------------- | --------------- |
| 1  | Sammo Blammo                    | Sammo la bomba                   | 25 settembre 1999 |                 |
| 2  | Thieves Among Thieves           | Ladri contro ladri               | 2 ottobre 1999    |                 |
| 3  | This Shogun for Hire            | Professione killer               | 9 ottobre 1999    |                 |
| 4  | 24 Hours                        | 24 ore                           | 16 ottobre 1999   |                 |
| 5  | 90 Million Reasons to Die       | 90 milioni di ragioni per morire | 23 ottobre 1999   |                 |
| 6  | My Man Sammo                    | L'infiltrata                     | 30 ottobre 1999   |                 |
| 7  | The Friendly Skies              | Il volo della paura              | 6 novembre 1999   |                 |
| 8  | Call of the Wild                | Ipnosi                           | 13 novembre 1999  |                 |
| 9  | Blue Flu                        | Epidemia mortale                 | 20 novembre 1999  |                 |
| 10 | Sammo Claus                     | Armando l'armadillo              | 18 dicembre 1999  |                 |
| 11 | No Quarter                      | Lo stadio d'oro                  | 8 gennaio 2000    |                 |
| 12 | Scorpio Rising                  | Il ricatto                       | 15 gennaio 2000   |                 |
| 13 | No Fare                         | Tassista per caso                | 22 gennaio 2000   |                 |
| 14 | Dog Day Afternoon               | Un giorno da cani                | 5 febbraio 2000   |                 |
| 15 | Deathfist 5: Major Crimes Unit  | Criminalità ad alto rischio      | 12 febbraio 2000  |                 |
| 16 | Honor Among Strangers (1/2) (*) | Missili sulla città              | 19 febbraio 2000  |                 |
| 17 | Freefall                        | Satellite spia                   | 26 febbraio 2000  |                 |
| 18 | The Thrill is Gone              | Brivido mortale                  | 11 marzo 2000     |                 |
| 19 | Heartless                       | Cuore per Rachel                 | 22 aprile 2000    |                 |
| 20 | In the Dark                     | Buio su Los Angeles              | 29 aprile 2000    |                 |
| 21 | Final Conflict (1e 2 part)      | Conflitto finale (1 e 2 parte)   | 6 maggio 2000     |                 |
| 22 | Final Conflict (1e 2 part)      | Conflitto finale (1 e 2 parte)   | 13 maggio 2000    |                 |

- (*) crossover con l'episodio 8.17 (171) - (The Day of Cleansing (2/2)) - Pioggia di fuoco (2/2) della serie "Walker Texas Ranger".